# 白冰湖
白冰湖（藏語：པེ་ཧྲུའེ་མཚོ།，威利转写：pe hru'e mtsho，THL：Pehrué Tso）位于中国西藏自治区那曲市尼玛县境内，地处尼玛县西北部，可可西里山与昆仑山之间。东临啄木鸟湖，西邻海豹湖。湖面海拔4879米，面积9.8平方公里。